# Litoria castanea
Litoria castanea es una especie de anfibio anuro del género Litoria de la familia Hylidae. 

## Distribución geográfica
Originaria de Australia. Se pensaba que se había extinguido, pero se encontraron algunos ejemplares en 2009.
Solía haber dos grupos de estas ranas, una en el norte en la Meseta de Nueva Inglaterra y otra en el sur cerca de Canberra. Algunos científicos dijeron que estos deberían contar como dos especies diferentes de ranas. Las ranas del norte vivían entre 1000 y 1500 metros sobre el nivel del mar y las ranas del sur vivían entre 700 y 800 metros sobre el nivel del mar. Ambos grupos de ranas vivían en cuerpos de agua permanentes, como pantanos, lagunas y remansos de ríos donde el agua fluye lentamente.
Se pensaba que todas estas ranas murieron a causa de una enfermedad por hongos en la década de 1970, pero en 2009 algunas fueron encontradas vivas en las Mesetas del Sur. Al principio, los científicos no le dijeron a nadie dónde las encontraron. Temían que la gente molestara a las ranas tratando de capturarlas o fotografiarlas. Los científicos llevaron algunos adultos y renacuajos al Zoológico Taronga para un programa de reproducción. Los científicos dejaron las otras ranas donde estaban. El propietario de la tierra donde vivían las ranas aceptó ayudar a protegerlas.
A pesar de esto, todas las ranas silvestres murieron. En 2018, los científicos tomaron algunas de las ranas criadas en cautiverio del Zoológico Taronga y las liberaron en otra parte de las mesetas del sur.
Las ranas más grandes son 8 cm en largo.  Tienen manchas amarillas o blancas en sus vientres y patas. Sus dorsos son verdes con manchas negras y bronce.  Sus pies son completaments palmeados. Sus voces son como un motor que intenta arrancar.
Buscan comida durante el noche y se sientan en el sol durante el día.  Ponen sus huevos en plantas subacuáticas.  Durante el invierno, se esconden debajo de piedras, troncos o plantas.
El gobierno de Australia ha establecido programas para protegerlas. Están en peligro por los gatos salvajes que les gusta comerlos y por un hongo que causa una enfermedad llamada quitridiomicosis. Los científicos piensan que especies invasoras de peces y más radiación ultravioleta también pueden estar matando a estas ranas. Demasiada luz ultravioleta puede detener la eclosión de sus huevos.